# Maria Bisgaard Christiansen
Maria Bisgaard Christiansen (født 8. august 1983 i København er en dansk livredder fra Gymnastik- og Svømmeforeningen Hermes og på det danske landshold i konkurrencelivredning: Beachsprint og Beachflag. Hun har deltaget i både EM og VM.
Bisgaard Christiansen er også løber på nationelt nievau i Københavns IF og bruger løbning til at vedligeholde formen og som grundtræning for konkurrencelivredning. Hun er også bestyrelsesmedlem i KIF.

## Danske mesterskaber
- Guld 2006 Livredning – Beach Sprint
- Sølv 2006 Livredning – Boardrace
- Sølv 2006 Livredning – Surfrace
- Guld 2006 Livredning – Beach Flag
- Guld 2004 Livredning – 200 meter med forhindring
- Guld 2004 Livredning – 100 meter redning af dukke
- Guld 2004 Livredning – 200 meter super livredder

Listen er ikke komplet